# 만넨지
만넨지(萬念寺(万念寺). 만념사. 만염사. Mannenji (Temple))는 일본 홋카이도(北海道) 이와미자와시(岩見沢市) 구리사와초(栗沢町) 만지사이와이초(万字幸町)에 있는 사찰이다.

## 기타
오키쿠 인형(お菊人形. Okiku Doll. 기쿠코 인형. 키쿠코 인형), 즉 머리카락이 자라는 인형이 있다.
그러나 인형의 이야기가 퍼지면서 '이 이야기는 사기'라는 주장이 제기되는 등 인형을 두고 의견이 분분하자 만넨지는 "영험한 인형을 왜곡하지 마라"며 인형 공개를 금지한 상태이다.

## 같이 보기
- 아와시마 신사